# Michel Legrand

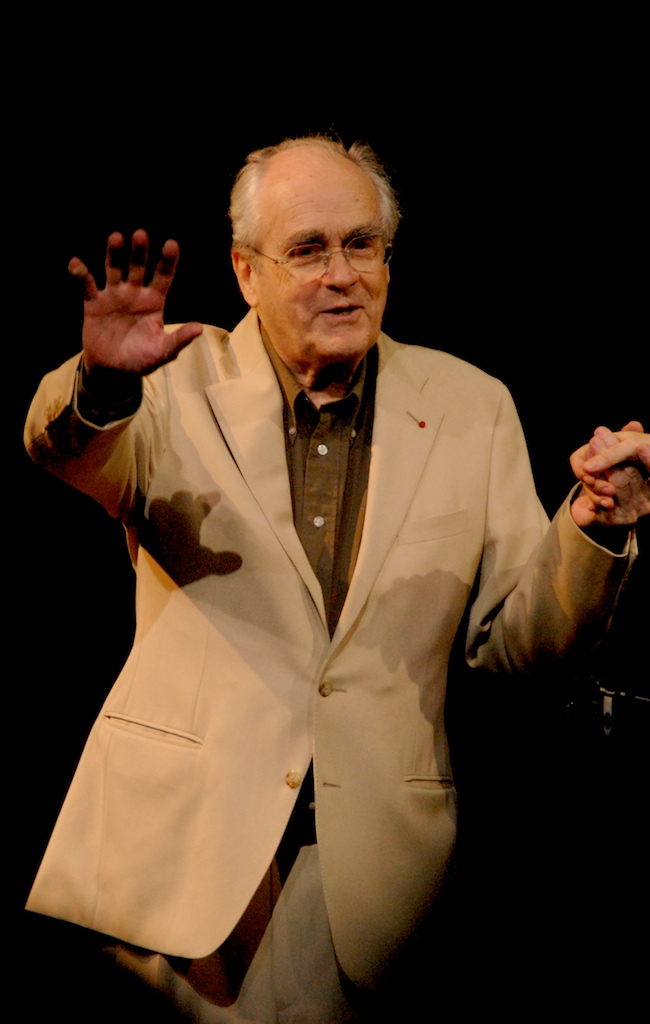
Michel Legrand in Haymarket (2008)

Michel Jean Legrand (* 24. Februar 1932 in Paris; † 26. Januar 2019 in Neuilly-sur-Seine) war ein französischer mehrfach mit dem Oscar und Grammy ausgezeichneter Komponist für Filmmusik, Pianist, Sänger und Arrangeur.

## Leben
Erste musikalische Eindrücke erhielt Legrand durch seinen Vater Raymond Legrand, der als Leiter eines Varieté-Orchesters Musiker wie Édith Piaf und Maurice Chevalier begleitete, oder Arrangements für Ray Ventura schrieb. Auch seine Mutter stammte aus einer Musikerfamilie. Ihr Bruder, Jacques Hélian, leitete ein Orchester. Legrand hatte armenische Wurzeln. Einer seiner Großväter sang Oum Kalsoum und beherrschte das Spiel auf der Oud. Die Eltern des kleinen Michel ließen sich scheiden, als ihr Sohn drei Jahre alt war. Legrand schloss sein Studium mit 17 Jahren am Conservatoire de Paris, u. a. bei Nadia Boulanger, 1952 ab. Bereits in diesem Jahr arrangierte er ein Streicheralbum für Dizzy Gillespie. 1952 begleitete er Maurice Chevalier auf einer USA-Tournee.
Seit Ende der 1950er Jahre wandte er sich verstärkt der Filmmusik zu. Seine Soundtracks für Hollywood-Filme begründeten seinen Weltruhm. Eines seiner weltweit bekanntesten Werke ist das Musical-Filmdrama Die Regenschirme von Cherbourg (Les Parapluies de Cherbourg) aus dem Jahre 1964, in dem Catherine Deneuve ihren ersten Auftritt hatte.
Zwölfmal wurde er für den Oscar nominiert, den er dreimal erhielt: für den Filmsong zu Thomas Crown ist nicht zu fassen – The Windmills of Your Mind (1968) – sowie für die Soundtracks zu den Filmen Sommer ’42 (1971) und Yentl (1983). Daneben wurde er dreimal für den César nominiert und zwölfmal für den Golden Globe Award, den er für Thomas Crown ist nicht zu fassen einmal erhielt. Insgesamt schrieb er Musiken zu etwa 200 Kino- und Fernsehfilmen, etwa für den Spielfilm Atlantic City, USA (1980) von Regisseur Louis Malle mit Burt Lancaster in der Hauptrolle. Er komponierte auch die Musik für die französische Zeichentrickserie Il etait une fois la vie (1987), die in Deutschland unter dem Titel Es war einmal … das Leben bekannt ist. Als einer der ersten Musiker Frankreichs machte er sich zudem den Bossa Nova zu eigen. Eine französische Version von The Windmills of Your Mind mit dem Titel Les moulins de mon cœur interpretierte Legrand selbst, deren Text wurde von Eddy Marnay geschrieben.
Als Jazzpianist arbeitete er u. a. mit Django Reinhardt zusammen. 1958 nahm er ein Jazzalbum mit Donald Byrd, John Coltrane und Ben Webster auf. 1972 folgte ein Album mit der Jazzsängerin Sarah Vaughan. 1978 spielte er das Album Le Jazz Grand mit Gerry Mulligan, Phil Woods Jon Faddis, Ron Carter und Grady Tate ein. 1983 produzierte er ein weiteres Jazz-Album mit dem Titel „After the Rain“ mit Ron Carter, Grady Tate, Zoot Sims, Phil Woods u. a. 1991 entstand in Zusammenarbeit mit Miles Davis das Album Dingo. 2004 entstand ein Tribut-Album für Luiz Eça.
Bemerkenswert war auch seine jahrzehntelange Zusammenarbeit mit Barbra Streisand, die er erstmals 1966 auf deren Album  Je m’appelle Barbra als Arrangeur, Orchesterleiter und Komponist begleitete. Streisand nahm auf ihren folgenden Alben immer wieder Lieder von Legrand auf. Die Zusammenarbeit fand ihren Höhepunkt im preisgekrönten Soundtrack zu Yentl. Noch 2011 wählte sie für das Album What Matters Most seine Komposition The Windmills of Your Mind als Eröffnungslied aus.

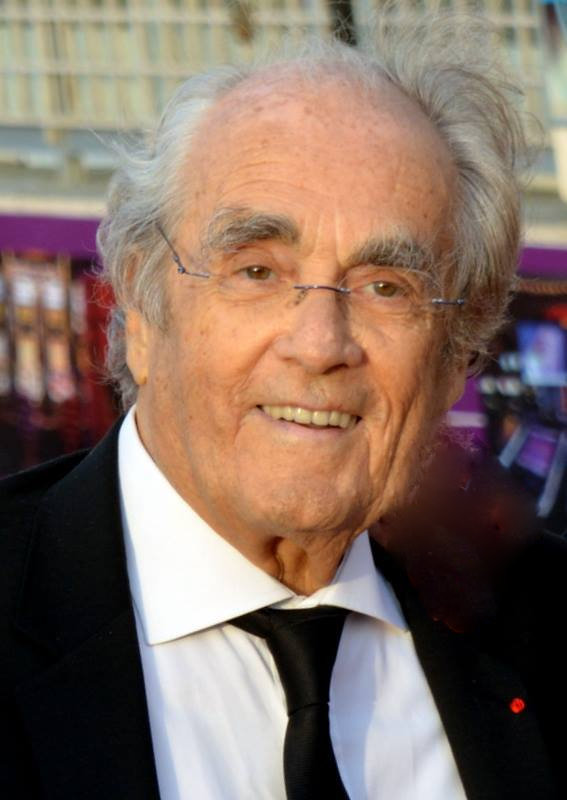
Michel Legrand (2015)

Neben den ihm verliehenen Oscars wurde Legrand mit zahllosen weiteren Auszeichnungen bedacht. Im November 1984 überreichte ihm der damalige Kulturminister Jack Lang die Médaille de la Légion d’honneur. 17 Mal wurde er für den Grammy nominiert und fünfmal ausgezeichnet. 1990 wurde er in die Songwriters Hall of Fame aufgenommen. 1998 wurde ihm der ASCAP Henry Mancini Award zuerkannt. In Deutschland wurde ihm im Juni 2011 der „Look & Listen – Telepool-BR-Music-Award“ für sein Lebenswerk als Komponist von Filmmusik verliehen.
Daneben trat Legrand auch als Dirigent und Pianist mit Werken von klassischen Komponisten wie z. B. Eric Satie auf. 2013 legte Legrand seine Autobiographie Rien de grave dans les aigus (Éditions du cherche midi) vor.
Legrand war bis zu seinem Tode im Januar 2019 im Alter von 86 Jahren aktiv. Seine letzte Filmmusik entstand 2018 für den französischen Film Wo ist Albert? (J’ai Perdu Albert).

## Familie
Michel Legrand war der jüngere Bruder der Vokalistin Christiane Legrand, Mitglied der Swingle Singers. Legrand war dreimal verheiratet: Von 1958 bis 1992 mit Christine Bouchard, von 1994 bis 2007 mit Isabelle Rondon und ab 2014 bis zu seinem Tod mit der Schauspielerin Macha Méril. Er hatte vier Kinder. Seine Tochter Eugénie, verheiratet mit dem Reiter Cédric Angot, ist als Springreiterin aktiv und nahm an den Olympischen Spielen 2004 teil. Der Freund seines Vaters und Bruder seiner Mutter war der Orchesterleiter Jacques Hélian; sie stammen aus einer armenisch-französischen Familie.

## Bekannteste Songs
- 1964: I Will Wait for You – aus dem Film Die Regenschirme von Cherbourg mit Catherine Deneuve
- 1968: The Windmills of Your Mind – aus dem Film Thomas Crown ist nicht zu fassen mit Steve McQueen und Faye Dunaway
- 1969: What Are You Doing the Rest of Your Life? – aus dem Film Happy End für eine Ehe mit Jean Simmons und John Forsythe
- 1971: The Summer Knows – aus dem Film Sommer ’42 mit Jennifer O’Neill
- 1983: Papa, Can You Hear Me? – aus dem Film Yentl mit Barbra Streisand

## Filmografie (Auswahl)
- 1954: Nächte in Lissabon (Les amants du tage)
- 1958: Nacht über Paris (Rafles sur la ville)
- 1960: Traumland Goldener Westen (L’Amérique insolite, Dokumentarfilm)
- 1960: Gefährliches Pflaster (Terrain vague)
- 1960: Junge, mach dein Testament (Chien de pique)
- 1960: Die kleinen Sünderinnen (Les portes claquent)
- 1960: Herzklopfen (Le Cœur battant)
- 1961: Lola, das Mädchen aus dem Hafen (Lola)
- 1961: Wie leicht kann das ins Auge gehen (Me faire ça à moi)
- 1961: Eine Frau ist eine Frau (Une femme est une femme)
- 1961: Der Herr mit den Millionen (Le cave se rebiffe)
- 1961: Nicht schießen, Liebling, küssen! (Cause toujours, mon lapin)
- 1961: Mit meinen Augen (Un cœur gros comme ça)
- 1962: Eddie und die scharfen Kurven (Une grosse tête)
- 1962: Die sieben Todsünden (Les Sept Péchés capitaux)
- 1962: Mittwoch zwischen 5 und 7 (Cléo de 5 à 7, auch Schauspiel)
- 1962: Die Geschichte der Nana S. (Vivre sa vie)
- 1962: Eva
- 1962: Gib Zunder, Eddie! (L’Empire de la nuit)
- 1963: Die blonde Sünderin (La Baie des anges)
- 1963: 40 Millionen suchen einen Mann (Love Is a Ball)
- 1963: Der schöne Mai (Le Joli Mai)
- 1964: Die Regenschirme von Cherbourg (Les Parapluies de Cherbourg)
- 1964: Die Verführerin (Une ravissante idiote)
- 1964: Die Außenseiterbande (Bande à part)
- 1964: Die Frauen sind an allem schuld (Les Plus belles escroqueries du monde)
- 1965: Der Spion, der in die Hölle ging (Corrida pour un espion)
- 1966: Leben im Schloß (La Vie de château)
- 1966: Auch große Scheine können falsch sein (Monnaie de singe)
- 1966: Und die Frau erschuf die Liebe (Et la femme créa l’amour)
- 1966: Geliebter Schuft (Tendre Voyou)
- 1966: Wer sind Sie, Polly Maggoo? (Qui êtes-vous, Polly Maggoo?)
- 1967: Die Mädchen von Rochefort (Les Demoiselles de Rochefort)
- 1967: Das älteste Gewerbe der Welt (Le plus vieux métier du monde)
- 1967: Die Chinesin (La Chinoise)
- 1967: Pretty Polly
- 1968: Der Mann mit dem Buick (L’Homme à la Buick)
- 1968: Zärtlich schnappt die Falle zu (How to Save a Marriage and Ruin Your Life)
- 1968: Adieu, geliebter November (Sweet November)
- 1968: Thomas Crown ist nicht zu fassen (The Thomas Crown Affair)
- 1968: Eisstation Zebra (Ice Station Zebra)
- 1968: Ein dreckiger Haufen (Play Dirty)
- 1969: Der Swimmingpool (La Piscine)
- 1969: Das Schloß in den Ardennen (Castle Keep)
- 1969: Happy End für eine Ehe (The Happy Ending)
- 1970: Die Geliebte des Priesters (Pieces of Dreams)
- 1970: Stanley Sweetheart (The Magic Garden of Stanley Sweetheart)
- 1970: Die Dame im Auto mit Brille und Gewehr (La Dame dans l’auto avec des lunettes et un fusil)
- 1970: Eselshaut (Peau d’âne)
- 1970: Sturmhöhe (Wuthering Heights)
- 1971: Musketier mit Hieb und Stich (Les Mariés de l’An II)
- 1971: Sommer ’42 (Summer of 42)
- 1971: Der Mittler (The Go-Between)
- 1971: Le Mans
- 1971: Drei auf der Flucht (La Poudre d’escampette)
- 1971: Freunde bis in den Tod (Brian’s Song, Fernsehfilm)
- 1972: Das späte Mädchen (La vieille fille)
- 1972: Das Pariser Appartment (A Time for Loving)
- 1972: Kerzenlicht (Les Feux de la Chandeleur)
- 1972: Mein Herz braucht Liebe (One Is a Lonely Number)
- 1972: Portnoys Beschwerden (Portnoy’s Complaint)
- 1972: Lady Sings the Blues
- 1972: Nur eine Frage der Zeit (Pas folle la guêpe)
- 1972: Brutale Schatten (Un homme est mort)
- 1973: Flucht im Kreis (Le Gang des otages)
- 1973: Die Nelson-Affäre (Bequest to the Nation)
- 1973: Nora (A Doll’s House)
- 1973: Vierzig Karat (40 Carats)
- 1973: Treffpunkt Central Park (Cops and Robbers)
- 1973: Die Umstandshose (L’Événement le plus important depuis que l’homme a marché sur la lune)
- 1973: F wie Fälschung (F for Fake)
- 1973: Begegnung am Vormittag (Breezy)
- 1973: Die drei Musketiere (The Three Musketeers)
- 1974: Winter unserer Liebe (Our Time)
- 1975: Die schönen Wilden (Le Sauvage)
- 1975: Sondertribunal – Jeder kämpft für sich allein (Section spéciale)
- 1976: Die Schlümpfe und die Zauberflöte (La Flûte à six schtroumpfs)
- 1976: Sag ja zur Liebe (Gable and Lombard)
- 1976: Die Verführung (Ode to Billy Joe)
- 1976: Robin und Marian (Robin and Marian)
- 1977: Gullivers Reisen (Gulliver’s Travels)
- 1977: Jenseits von Mitternacht (The Other Side of Midnight)
- 1978: Straßen nach Süden (Les Routes du sud)
- 1978: Es war einmal … der Mensch (Il était une fois … l’homme, Fernsehserie)
- 1978: Meine erste Liebe (Mon premier amour)
- 1979: Lady Oscar
- 1979: Der Baron von Münchhausen (Les Fabuleuses Aventures du légendaire baron de Münchausen)
- 1980: Duell am Wind River (The Mountain Men)
- 1980: Jeder Kopf hat seinen Preis (The Hunter)
- 1980: Atlantic City, USA (Atlantic City)
- 1980: Midlife Crisis (Falling in Love Again)
- 1981: Ein jeglicher wird seinen Lohn empfangen … (Les Uns et les Autres)
- 1981: Lust auf Sex (Au-delà de cette limite votre ticket n’est plus valable)
- 1982: Ein pikantes Geschenk (Le Cadeau)
- 1982: Golda Meir (A Woman Called Golda, Fernsehfilm)
- 1982: Slapstick (Slapstick (Of Another Kind))
- 1982: Zwei dicke Freunde (Best Friends)
- 1982: Es war einmal … der Weltraum (Il était une fois … l’espace, Fernsehserie)
- 1983: Eine Liebe in Deutschland
- 1983: Sag niemals nie (Never Say Never Again)
- 1983: Yentl
- 1984: Geheime Winkel (Secret Places)
- 1984: Jesse Owens – Idol und Legende (The Jesse Owens Story)
- 1984: Duett zu dritt (Paroles et musique)
- 1985: Höllenzug (Train d’enfer)
- 1985: Die Dame vom Palace-Hotel (Palace)
- 1985: Weggehen und wiederkommen (Partir revenir)
- 1987: Scheidung auf französisch (Club de rencontres)
- 1987: Casanova (Fernsehfilm)
- 1988: Eine Frau steht ihren Mann (Switching Channels)
- 1988: Trois places pour le 26
- 1988: Der Laden des Goldschmieds (La bottega dell’orefice)
- 1989: Fünf Tage im Juni (Cinq jours en juin, auch Regie und Drehbuch)
- 1990: Es ist nicht alles Gold, was glänzt (Not a Penny More, Not a Penny Less, Fernsehfilm)
- 1990: Avatar – Wiedergeburt des Bösen (Eternity)
- 1990: Gaspard et Robinson
- 1991: Dingo
- 1993: Stage Fright – Eine Gurke erobert Hollywood (The Pickle)
- 1993: Die Demoiselles sind 25 Jahre alt geworden (Les demoiselles ont eu 25 ans)
- 1994: Prêt-à-Porter
- 1995: Die Welt ist ein Chanson – Das Universum des Jacques Demy (The World of Jacques Demy)
- 1995: Les Misérables
- 1995: Die Schelme von Schelm (Le monde est un grand Chelm)
- 1998: Madeline
- 1999: Doggy Bag
- 1999: La Bûche
- 2002: And Now … Ladies & Gentlemen
- 2003: Der Bernsteinengel (Yantarnye krylya)
- 2006: The Legend of Simon Conjurer
- 2008: Disco
- 2009: Oskar und die Dame in Rosa (Oscar et la Dame rose)
- 2014: La Rançon de la gloire
- 2017: Die Wächterinnen (Les Gardiennes)
- 2018: The Other Side of the Wind
- 2018: Wo ist Albert? (J’ai perdu Albert)

## Diskographische Hinweise
- 1954 I Love Paris
- 1955 Holiday in Rome
- 1955 Vienna Holiday
- 1959 Legrand Jazz
- 1963 Michel Legrand Big Band Plays Richard Rodgers
- 1964 Archi-Cordes
- 1964 Les Parapluies de Cherbourg [Original Soundtrack]
- 1967 Les Demoiselles de Rochefort
- 1968 At Shelly’s Manne-Hole
- 1969 Windmills of Your Mind, mit Bud Shank
- 1972 Sarah Vaughan with Michel Legrand
- 1983 After the Rain
- 1992 Legrand Grappelli
- 1993 Michel Plays Legrand
- 1995 Michel Legrand Big Band